# Левые Самки
Левые Самки — река в России, на полуострове Камчатка.
Протекает по территории Быстринского района Камчатского края.
Длина реки — 23 км. Берёт истоки с восточных склонов безымянной горы высотой 1506 м, и, огибая с северо-востока сопку Динозавр, протекает в межгорной впадине в южном направлении. Впадает в реку Самки слева на расстоянии 5 км от её устья.
Вероятное происхождение гидронима Самки от эвенск. хамни — «дымокур», то есть река, где окуривают дымом.
Притоки: Дикий, Птичий, Ивовый, Подгорный, река Семёнова.

## Данные водного реестра
По данным государственного водного реестра России относится к Анадыро-Колымскому бассейновому округу.
Код водного объекта — 19080000212120000030249.